# Diecezja Bellary
Diecezja Bellary (łac. Diœcesis Bellaryensis) – diecezja rzymskokatolicka w Indiach. Została utworzona w 1928 jako misja sui iuris z terenu archidiecezji Madras i diecezji Hajdarabad. Diecezja od 1949.

## Główne świątynie
- Katedra: Katedra św. Antoniego w Ballari

## Ordynariusze

### Superiorzy misji
- Ernesto Reilly OFM (1928–1934)
- John Forest Hogan OFM (1934–1949)

### Biskupi diecezjalni
- John Forest Hogan OFM (1949–1962)
- Ambrose Papaiah Yeddanapalli OFM (1963–1992)
- Joseph D'Silva (1992–2006)
- Henry D’Souza (od 2008)